# Stephan Engels
Stephan Engels (Niederkassel, 1960. szeptember 6. –) világbajnoki ezüstérmes nyugatnémet válogatott német labdarúgó, középpályás, edző. Jelenleg az 1. FC Köln U21-es csapatának a vezetőedzője.

## Pályafutása

### Klubcsapatban
1968-ban a TuS Mondorf csapatában kezdte a labdarúgást. 1976-tól az 1. FC Köln korosztályos csapataiban játszott. 1978-ban mutatkozott be a Bundesligában. A kölni csapattal kétszeres bajnoki ezüstérmes és egyszeres nyugatnémet kupa-győztes volt. Tagja volt az 1985–86-os UEFA-kupa döntős csapatnak. Összesen 236 élvonalbeli mérkőzésen szerepelt és 39 gól szerzett. 1988 és 1990 között a Fortuna Köln labdarúgója volt. 1990-ben vonult vissza az aktív labdarúgástól.

### A válogatottban
1982 és 1983 között nyolc alkalommal szerepelt a nyugatnémet válogatottban. Tagja volt az 1982-es világbajnoki ezüstérmes csapatnak Spanyolországban. 1976–77-ben három alkalommal szerepelt az U16-os válogatottban és egy gólt szerzett. 1977 és 1979 között 11-szeres U18-as válogatott és négy gól szerzője. 1987-ben egy alkalommal az olimpiai válogatottban is pályára lépett.

### Edzőként
1992 és 1999 között az 1. FC Köln U-23-as csapatának edzője volt. 1995–96-ban az 1. FC Köln, 2004–05-ben az SCB Fortuna Köln vezetőedzője volt. 2013 óta az 1. FC Köln U21-es csapatának szakmai munkáját irányítja.

## Sikerei, díjai
NSZK
- Világbajnokság
  - ezüstérmes: 1982, Spanyolország

 1. FC Köln
- Nyugatnémet bajnokság (Bundesliga)
  - 2.: 1981–82, 1988–89
- Nyugatnémet kupa (DFB-Pokal)
  - győztes: 1983
  - döntős: 1980
- UEFA-kupa
  - döntős: 1985–86